# Ferré (U-Boot)
Die Ferré war das zweite U-Boot der peruanischen Marine. Es wurde nach Diego Ferré Sosa benannt, der als Offizier des Panzerschiffs Huáscar am 8. Oktober 1879 während des Seegefechts von Angamos fiel. Mit der Marineeinheit „Escuadrilla de Sumergibles“, die aus den beiden U-Booten Ferré und Palacios bestand, war Peru Anfang des 20. Jahrhunderts das erste südamerikanische Land, das über U-Boote verfügte.

## Beschreibung
Die Ferré war ein Schiff der französischen Ferré-Klasse. Hierbei handelte es sich um eine U-Boot-Klasse, die von Maxime Laubeuf entworfen wurde und für den Verkauf an fremde Staaten bestimmt war. Die Schiffe der Ferré-Klasse waren etwas kleiner als die der Delfin-Klasse. Das U-Boot verfügte über je zwei Drzewiecki-Abwurfkragen am Heck und am Bug und ein Torpedorohr im Bug. Insgesamt verfügte man über 6 Schwartzkopff-Torpedos. Als Antrieb dienten zwei 360 PS starke Dieselmotoren. Diese trieben nicht nur die zwei Schrauben an, sondern auch Generatoren, mit denen Akkumulatoren geladen wurden. Je nach Geschwindigkeit variierte die Zeit bei voll aufgeladenen Akkumulatoren, um die zwei 230 PS starken Elektromotoren anzutreiben. So konnte man sich untergetaucht bei 4 kn bis zu 90 sm fortbewegen. Am Rumpf der Ferré war ein Bleigewicht befestigt, das im Notfall entriegelt und abgeworfen werden konnte, damit das U-Boot sofort zur Wasseroberfläche aufstieg.

## Geschichte
Von 1908 bis 1914 unterstützte Frankreich die Ausbildung von Offizieren an der peruanischen Marineakademie. Dies führte unter anderem dazu, dass man am 19. August 1910 zwei U-Boote, die Ferré und die Palacios, bei der französischen Bauwerft Schneider et Cie in Le Creusot bestellte. Das erste U-Boot lief 1911 zunächst unter dem Namen Aguirre, benannt nach dem ebenfalls am 8. Oktober 1879 während des Seegefechts von Angamos gefallenen Remigio Elías Aguirre Romero, vom Stapel. Es trug auf dem Rumpf die Bezeichnung „S. C. 1“. Als Peru den Kauf der Dupuy de Lôme unterzeichnete, die als Commandante Aguirre in Dienst gestellt werden sollte, wurde das U-Boot in Ferré umbenannt.
Nach der Fertigstellung wurde das U-Boot nach Toulon überführt. Da es nicht dazu geeignet war, den Atlantik zu überqueren, musste es mit einem Schiff nach Callao transportiert werden. Am 18. Juni 1912 wurde es in Saint-Mandrier-sur-Mer in die eigens zum Transport von U-Booten gebaute Kanguroo verladen. Die Abfahrt verzögerte sich und so startete man erst am 30. Juli die Fahrt über São Vicent, Buenos Aires und Montevideo und erlitt in der Bucht von San Gregorio einen Maschinenschaden. Erst am 19. Oktober erreichte man das Ziel und am 29. Oktober 1912 wurde die Ferré ausgeladen und übergeben.
Zunächst übte die peruanische Marine den Umgang mit dem Tauchboot in der Bucht von Callao. Der Ausbruch des Ersten Weltkrieges führte dazu, dass man nicht mit Ersatzteilen versorgt wurde. Außerdem war die Besatzung schlecht ausgebildet und so kam es am 15. Oktober 1915 zu einem Unfall. Als man unter dem Schiff Omega, das in der Bucht lag, hindurchtauchen wollte, erreichte man nicht genügend Tiefe und rammte mit der Oberseite den Schiffsrumpf. Hierbei wurden der Turm, die Reling, das Periskop und der Mast des U-Boots beschädigt und auch die Stromversorgung fiel aus. Dem Bordingenieur David von Hagen Maurer gelang es in der Dunkelheit, die Stromversorgung, die Notbeleuchtung und die Pumpen für die Ballasttanks wieder herzustellen und so konnte man wieder auftauchen. Die Luke war jedoch durch den Zusammenstoß verbogen und ließ sich nicht öffnen. Das U-Boot wurde schließlich von einem Schiff in den Hafen geschleppt, wo die Mannschaft befreit werden konnte. Nach diesem Unglück kam die Ferré nicht mehr zum Einsatz und wurde 1919 von der Flottenliste gestrichen.